# Beni Dergoun
Beni Dergoun là một đô thị thuộc tỉnh Relizane, Algérie. Dân số thời điểm năm 2002 là 10.54 người.